# Husein Gradaščević
Husein-kapetan Gradaščević (Gradačac, Império Otomano, 31 de agosto de 1802 - Corno de Ouro, Constantinopla, 17 de agosto de 1834) foi um general bosníaco que lutou pela autonomia do eialete da Bósnia no Império Otomano. É conhecido como Zmaj od Bosne (Dragão da Bósnia). É considerado como uma das figuras mais importantes da história da Bósnia e Herzegovina.

## Vida
Foi um comandante militar bósnio que mais tarde liderou uma rebelião contra o governo otomano, buscando autonomia para a Bósnia. Nascido em uma família nobre da Bósnia, Gradaščević tornou-se capitão de Gradačac no início da década de 1820, sucedendo seus parentes (entre os quais estava seu pai) no cargo. Ele cresceu rodeado por um clima político de turbulência na parte ocidental do Império Otomano. Com a guerra russo-turca (1828-1829) , a importância de Gradaščević aumentou; o governador da Bósnia deu-lhe a tarefa de mobilizar um exército entre Drina e Vrbas. Em 1830, Gradaščević tornou-se o porta-voz de todos os capitães otomanos na Bósnia e coordenou a defesa à luz de uma possível invasão sérvia. Estimulado pelas reformas do sultão otomano Mahmud II, que aboliram os janízaros e enfraqueceram os privilégios da nobreza, e a autonomia e o território concedidos ao Principado da Sérvia, grande parte da nobreza bósnia se uniu e se revoltou. Gradaščević foi escolhido como líder e reivindicou o título de vizir. Essa revolta, com objetivos de autonomia, durou três anos e incluiu a demissão de leais otomanos, principalmente na Herzegovina. Entre as realizações notáveis, Gradaščević liderou as forças vitoriosas contra o marechal de campo otomano em Kosovo. A revolta falhou, enquanto todas as capitanias foram abolidas em 1835. Temporariamente exilado na Áustria, ele negociou seu retorno com o sultão e foi autorizado a entrar em todo o Império Otomano, exceto na Bósnia. Ele morreu em circunstâncias controversas em 1834 e foi enterrado no Cemitério Eyüp em Istambul.
Gradaščević recebeu o título honorífico "o Dragão da Bósnia" (Zmaj od Bosne) e é considerado um herói nacional da Bósnia.